# Hapi (thần sông Nin)
Hapi, hoặc Hapy, là vị thần của các trận lũ lụt hằng năm tại sông Nin trong tôn giáo Ai Cập cổ đại. Ông cũng là một vị thần sinh sản, và là người bảo trợ của Thượng và Hạ Ai Cập.
Hapi xuất hiện lần đầu tiên trong các dòng Văn khắc Kim tự tháp dưới thời pharaon Unas. Tại đó, Hapi được gọi với cái tên là Hep.

## Thần thoại
Những trận lũ lụt hàng năm trên sông Nin được xem là sự xuất hiện của thần Hapi, tuy nhiên ông không phải vị thần của con sông này. Sau khi nước rút đã bồi lắng phù sa làm đất đai ruộng đồng trở nên màu mỡ, vì thế mà Hapi cũng là một vị thần của sự sinh sôi. Ông được mô tả là một người đàn ông béo bụng với bộ ngực căng phồng của phụ nữ, có làn da màu xanh (đại diện cho nước) mặc một cái khố và đeo bộ râu giả.
Hapi còn là vị thần bảo trợ của Thượng và Hạ Ai Cập. Lúc này, ông được mô tả là hai vị thần song sinh tên là Hap-Reset (đại diện cho Thượng Ai Cập) và Hap-Meht (đại diện cho Hạ Ai Cập). Dưới hình hài này, cả hai đang rót nước từ cái bình (ám chỉ hình ảnh của những trận lụt), hoặc đang cùng nhau buộc các thân cây cói và sen. Ở Hạ Ai Cập, Hapi được trang trí bằng những cây cói (đại diện của vùng đất này) và có các con ếch đi kèm. Trong khi đó ở Thượng Ai Cập, các vật trang trí được thay bằng loài súng Nymphaea caerulea và cá sấu.
Hapi sống trong một hang động được cho là nguồn của sông Nin gần Aswan. Vào mùa lũ, người Ai Cập sẽ ném những tế phẩm xuống dòng sông thiêng của thần Hapi để cầu xin ngài cho mực nước lũ không quá thấp (không đủ nước tưới tiêu cho mùa màng) hoặc quá cao (nước xiết cuốn trôi nhà của người dân).
Nhà sử học Ai Cập Al Maqrizi (1364 – 1442) cho rằng các trinh nữ sẽ được hiến tế với danh phận là "những cô dâu của sông Nin", và điều này đã được lịch sử chấp nhận đến tận những năm 1970. Nhưng suy nghĩ này đã bị bác bỏ bởi một số nhà Ai Cập học như Bassam El Shammaa.

## Hình ảnh

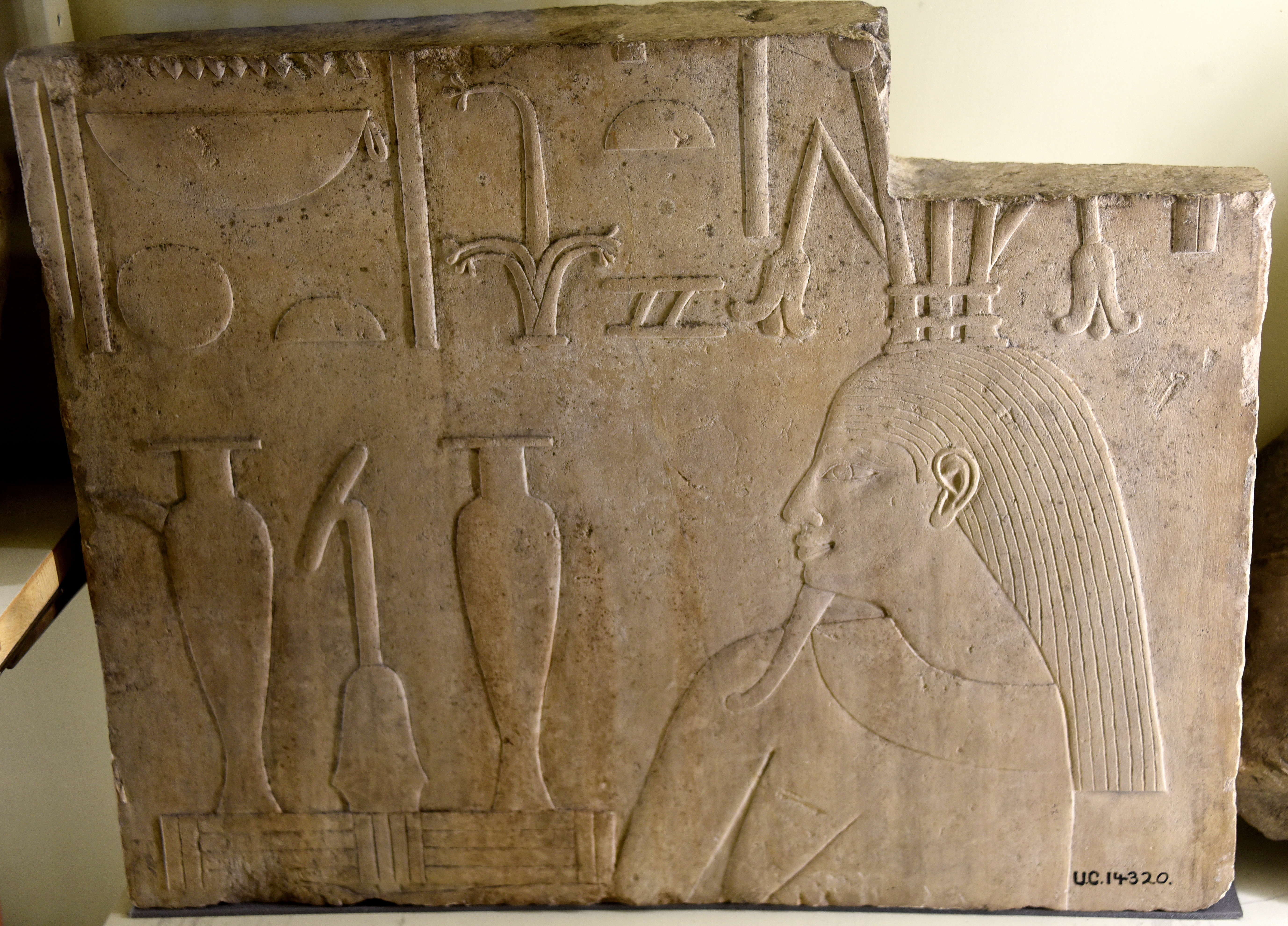
Phù điêu thần Hapi trên đá vôi tại Coptos, thời vua Thutmose III
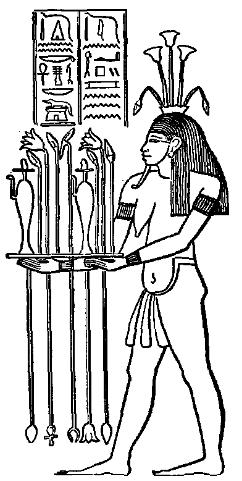
Minh họa thần Hapi trong Encyclopaedia Biblica (năm 1903)